# Henry Royce

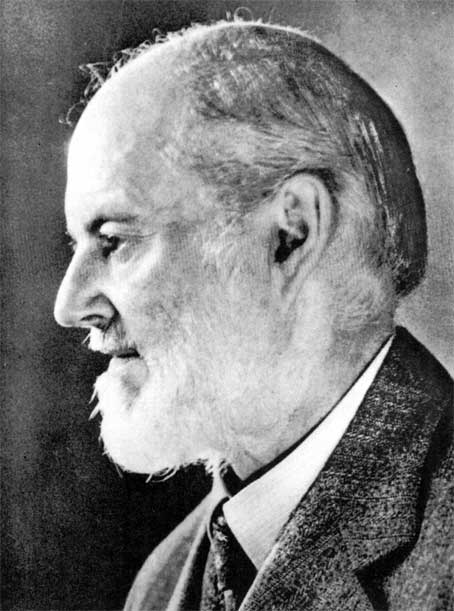
Henry Royce

Frederick Henry Royce (Alwalton, 27 maart 1863 - West Wittering, 22 april 1933) was, samen met Charles Rolls, de oprichter van Rolls-Royce Limited.
Royce, grotendeels autodidact, bracht zijn leertijd door bij de spoorwegen. Na diverse baantjes besloot hij in 1884 zijn eigen bedrijf op te zetten. Onder moeilijke omstandigheden bouwde Royce door ijver en doorzettingsvermogen een elektrische werkplaats op. In 1903 kocht hij een gebruikte Decauville, maar deze auto beviel hem slecht. Hij besloot zelf een goedgebouwde auto te construeren en begon in 1904. Hij bouwde een aantal modellen op basis waarvan Charles Rolls de verkoop op zich nam onder de naam Rolls-Royce.

## Samenwerking met Rolls
Rolls en Royce hadden elkaar op 4 mei 1904 ontmoet in het Midland Hotel in Manchester. Royce streefde als technicus naar mechanische perfectie; Rolls was een drieste pionier in de auto- en vliegsport. Hun verschillende temperamenten werden samengehouden door de uitstekende organisatie van Claude Johnson. Beiden gingen een overeenkomst aan waar Royce auto's zou bouwen die dan exclusief door Rolls werden verkocht. Een clausule bepaalde dat de auto's de naam Rolls-Royce zouden krijgen.
- Gemeinsame Normdatei: 119372924
- International Standard Name Identifier: 0000 0000 3375 8169
- Library of Congress Control Number: n81056836
- Nationale Bibliotheek van Israël: 987007275688905171
- SNAC: w62z13tg
- Système universitaire de documentation: 166754420
- Virtual International Authority File: 52497640
- WorldCat: E39PBJfWVYvjk3wyJhDYCDRYfq